# Wodginita
La wodginita es un mineral óxido de composición Mn2+Sn4+Ta2O8, descrito también como Mn2+(Sn,Ta)(Ta,Nb)2O8.
Fue descubierto en 1963 en la mina Wodgina (Australia Occidental), a la que hace referencia su nombre.

## Propiedades
La wodginita es un mineral opaco, de color pardo rojizo, pardo oscuro o negro, de brillo submetálico.
Es frágil, tiene dureza 5,5 en la escala de Mohs y densidad entre 7,16 y 7,39 g/cm³.
Cristaliza en el sistema cristalino monoclínico, clase prismática. Con luz transmitida adquiere una coloración entre amarillo pálida y pardo rojiza, mientras que con luz reflejada su coloración es blanco grisácea.
Es un óxido múltiple de tántalo, manganeso, estaño y niobio, con estructura molecular de octaedros unidos por los bordes.
Su contenido de tántalo es del 57%, el de manganeso el 8,7%, el de estaño el 7,5% y el de niobio el 5,9%, pudiendo tener porcentajes menores de titanio y hierro.
Forma parte del grupo mineralógico homónimo, «grupo de la wodginita»; otros miembros de este grupo son achalaíta, litiowodginita y tantalowodginita.

## Morfología y formación
Los cristales de wodginita son habitualmente aplanados, dipiramidales en {111} (si bien también pueden ser prismáticos) con un tamaño de hasta 15 cm. Asimismo, puede tener hábito granular o masivo.
Se ha encontrado este mineral en un complejo zonado de pegmatita en rocas anfibolitas.
Suele encontrarse asociado a otros minerales como: tantalita, albita, cuarzo, moscovita, tapiolita, microlita, microclina o mica.

## Yacimientos
Hay dos co-localidades tipo de este mineral. La primera de ellas, la mina Wodigina (Port Hedland Shire, Australia Occidental), fue el principal proveedor mundial de tantalita durante el siglo XX hasta su agotamiento en 1994; se trata de una pegmatita aplítica, de 670 m de largo por 3 - 15 m de ancho, que está zonada. El otro enclave es la mina Tanco, una mina de tántalo-litio-cesio en la pegmatita homónima; está ubicada en el lago Bernic (Manitoba, Canadá).
Brasil cuenta con diversos depósitos, en los estados de Minas Gerais (Divino das Laranjeiras, Galiléia, São Geraldo do Baixio e Itinga) y de Paraíba (Nova Palmeira). En España se ha encontrado este mineral en el depósito de Ponte Segade, entre Ortigueira y Vivero (Galicia).